# Neobisium bernardi
Espèce
Synonymes
- Neobisium franzi Beier, 1955

Neobisium bernardi est une espèce de pseudoscorpions de la famille des Neobisiidae.

## Distribution
Cette espèce se rencontre en France, en Italie en Sardaigne, en Espagne et au Portugal.

## Description
Le mâle mesure 2,3 mm et la femelle 2,7 mm.

## Liste des sous-espèces
Selon Pseudoscorpions of the World (version 3.0) :
- Neobisium bernardi bernardi Vachon, 1937 de France et Espagne
- Neobisium bernardi franzi Beier, 1955 d'Espagne et Portugal
- Neobisium bernardi gennargentui Callaini, 1983 de Sardaigne

## Étymologie
Cette espèce est nommée en l'honneur de Francis Bernard (1908-1990).

## Publications originales
- Vachon, 1937 : Trois nouveaux Pseudoscorpions de la région Pyrénéenne Française. Bulletin de la Société Zoologique de France, vol. 62, p. 39-44.
- Beier, 1955 : Neue Beitrage zur Kenntnis der Iberischen Pseudoscorpioniden-Fauna. Eos, vol. 31, p. 87-122 (texte intégral).
- Callaini, 1983 : Notulae chernetologicae 12. Nuovi reperti sugli pseudoscorpioni della Sardegna. Lavori della Societa Italiana di Biogeografia, vol. 8, p. 279-322.